# Esko Pekonen
Esko Pekonen (Valkeala, 1902. december 18. – 1984. szeptember 27.) finn nemzetközi labdarúgó-játékvezető.

## Pályafutása

### Nemzeti játékvezetés
Nemzeti labdarúgó-szövetségének megfelelő játékvezető bizottsága minősítése alapján lett a Veikkausliiga játékvezetője. Küldési gyakorlat szerint rendszeres partbírói szolgálatot végzett. A nemzeti játékvezetéstől 1939-ben vonult vissza.

### Nemzetközi játékvezetés
A Finn labdarúgó-szövetség Játékvezető Bizottsága (JB) terjesztette fel nemzetközi játékvezetőnek, a Nemzetközi Labdarúgó-szövetség (FIFA) 1931-től tartotta nyilván bírói keretében. Több nemzetek közötti válogatott és klubmérkőzést vezetett, vagy működő társának partbíróként segített. A  nemzetközi játékvezetéstől 1939-ben búcsúzott. Válogatott mérkőzéseinek száma: 7.

#### Olimpiai játékok
Az 1936. évi nyári olimpiai játékok labdarúgó tornájának végső szakaszát, ahol a FIFA JB bírói szolgálatra alkalmazta. Partbíróként egy mérkőzésre, 2. pozícióban kapott küldést.
| Időpont            | Helyszín                 | Mérkőzés típusa   | Mérkőzés      | Játékvezető         | Eredmény | Nézők száma |
| ------------------ | ------------------------ | ----------------- | ------------- | ------------------- | -------- | ----------- |
| 1936. augusztus 8. | Hertha-BSC Platz, Berlin | egyik negyeddöntő | Peru–Ausztria | Thoralf Kristiansen | 4 – 2    | 5 000       |

#### Északi Kupa
A Skandináv Bajnokság 1933–1936 labdarúgó torna egyik csoportselejtező mérkőzése.
| Időpont          | Helyszín                         | Mérkőzés típusa  | Mérkőzés       | Eredmény | Nézők száma |
| ---------------- | -------------------------------- | ---------------- | -------------- | -------- | ----------- |
| 1935. június 23. | Idrætsparken Stadion, Koppenhága | csoportselejtező | Dánia–Norvégia | 1 : 0    | 28 000      |

## Magyar vonatkozás
| Időpont             | Helyszín                                                              | Mérkőzés típusa          | Mérkőzés                   | Eredmény | Nézők száma |
| ------------------- | --------------------------------------------------------------------- | ------------------------ | -------------------------- | -------- | ----------- |
| 1938. június 22.    | Kadrioru Stadion, Tallinn                                             | nem hivatalos            | Észtország–Magyarország    | 2 : 3    | 7 000       |
| 1939. augusztus 27. | Wojska Polskiego imienia Marszałka Józefa Piłsudskiego Stadion, Varsó | 219. válogatott mérkőzés | Lengyelország–Magyarország | 4 : 2    | 21 000      |